# Parsabad
Persabad este un oraș din Iran.